# منتخب السويد تحت 19 سنة لكرة القدم
منتخب السويد تحت 19 سنة لكرة القدم (بالسويدية: Sveriges U19-herrlandslag i fotboll)‏ هو ممثل السويد الرسمي في المنافسات الدولية في كرة القدم في فئة كرة قدم للرجال تحت 19 سنة، يديريه اتحاد السويد لكرة القدم.